# Вьетнамский ледяной кофе
Вьетнамский ледяной кофе (вьет. Cà phê đá, «ледяной кофе», разновидность: вьетнамский ледяной кофе с молоком (вьет. Cà phê sữa đá)) — традиционный вьетнамский напиток, приготавливаемый из молотого кофе тёмной обжарки, который пропускается через фильтр в чашку со сгущённым молоком, после чего в напиток добавляется лёд.

## История напитка
Кофе был завезён во Вьетнам французскими колонистами в XIX веке. В связи с нехваткой свежего молока, местное население стало заменять его сгущённым.
Вьетнамские эмигранты позднее ввели практику добавления в ледяной кофе цикория. В таком виде «Вьетнамский ледяной кофе» известен в США.